# Leuconotopicus
A Leuconotopicus a madarak (Aves) osztályának harkályalakúak (Piciformes) rendjébe, ezen belül a harkályfélék (Picidae) családjába tartozó nem.

## Tudnivalók
A különböző Leuconotopicus-fajok előfordulási területe Észak-Amerikától egészen Dél-Amerikáig terjed. Ezt a madárnemet 1845-ben, Alfred Malherbe francia ornitológus alkotta meg. A Leuconotopicus taxonnév, a görög nyelvből ered: leukos = „fehér”, nōton = „hát” és pikos = „harkály”. Az idetartozó fajokat, korábban a Picoides nembe sorolták.

## Rendszerezés
A nembe az alábbi 6 fajt sorolják:
- fehérfejű harkály (Leuconotopicus albolarvatus) (Cassin, 1850)[7]
- arizonai harkály (Leuconotopicus arizonae) (Hargitt, 1886)[8]
- kokárdás harkály (vöröskokárdás harkály,[9] Leuconotopicus borealis) Vieillot, 1809[10]
- füstös hőcsik (Leuconotopicus fumigatus) (D'Orbigny, 1840)[11]
- Strickland-harkály (Leuconotopicus stricklandi) (Malherbe, 1845)[12]
- szőrös hőcsik (Leuconotopicus villosus) (Linnaeus, 1766)[13]

### Fordítás
- Ez a szócikk részben vagy egészben  a   Leuconotopicus című angol Wikipédia-szócikk ezen változatának fordításán alapul.  Az eredeti cikk szerkesztőit annak laptörténete sorolja fel. Ez a jelzés csupán a megfogalmazás eredetét és a szerzői jogokat jelzi, nem szolgál a cikkben szereplő információk forrásmegjelöléseként.